# Македонска православна црква — Охридска архиепископија
Македонска православна црква (МПЦ; мкд. Македонска православна црква, МПЦ), званично Македонска православна црква — Охридска архиепископија (МПЦ—ОА; мкд. Македонска православна црква - Охридска архиепископија, МПЦ-ОА), аутокефална је православна црква чије канонско подручје покрива Северну Македонију и македонску дијаспору широм света. Поглавар цркве је архиепископ охридски и македонски Стефан.
Настала је као аутономна црква 1959. у оквиру Српске православне цркве (СПЦ). Прогласила је аутокефалност самостално 1967. и од тада је до маја 2022. била у расколу. Цариградска патријаршија признала је 9. маја 2022. године црквену јерархију ове цркве (именујући је као „Охридска архиепископија”) као канонску и важећу за свеправославни свет успостављајући канонско и литургијско јединство. Прекид раскола представља акт повратка у аутономни статус у оквиру СПЦ објављен 16. маја 2022. Литургија помирења између СПЦ и МПЦ—ОА одржала се 19. маја 2022. у Саборном храму Светога Саве у Београду. На светој литургији у Саборном храму Светог Климента Охридског у Скопљу 24. маја 2022. патријарх српски Порфирије је саопштио да је Свети архијерејски сабор Српске православне цркве једногласно одлучио да призна аутокефалност Македонске православне цркве — Охридске архиепископије. Томос о аутокефалности је добила од патријарха српског Порфирија у Београду 5. јуна 2022. године.
Поред МПЦ—ОА, у Северној Македонији је до 2023. године постојала и Православна охридска архиепископија (ПОА), аутономна црква у саставу Српске православне цркве.

## Предисторија
Након ослобођења Вардарске Македоније од османске власти (1912—1913) и прикључења тог подручја Краљевини Србији покренути су званични преговори са Цариградском патријаршијом ради укључивања тамошњих епархија у састав Београдске митрополије. Иако су успешно започети, преговори су ускоро морали бити обустављени услед избијања Првог светског рата (1914). Непосредно по окончању рата (1918) дошло је до наставка преговора који су окончани споразумом о преносу надлежности над тамошњим епархијама са Цариградске патријаршије на Српску православну цркву (СПЦ) која је 1920. године обновила своје пуно канонско јединство у степену патријаршије. Тада је извршено и преуређење епархијских управа на подручју Вардарске Македоније, тако да су од 1920. године постојале четири епархије: Скопска, Охридска, Битољска и Злетовско-струмичка. Ново преуређење извршено је 1931. године, када је дошло до спајања Охридске и Битољске епархије у јединствену Охридско-битољску епархију. Такво стање остало је непромењено све до избијања Другог светског рата (1941).
Након Априлског рата 1941. године Бугарска је окупирала југоисточне делове Краљевине Југославије, укључујући и дотадашњу Вардарску Србију. Окупациона власт је протерала српске архијереје, митрополита скопског Јосифа Цвијовића и епископа злетовско-струмичког Викентија Проданова, који је истовремено био и администратор упражњене Охридско-битољске епархије, а такође је протерано и нешто више од 50 парохијских свештеника и десетак монаха. У исто време, Бугарска егзархија је на окупираном подручју успоставила своју управу, са бугарским владикама и око 375 свештеника. Западни део Вардарске Македоније, који су окупирали Италијани прикључен је италијанској Албанији, црквене установе на том подручју стављене су под управу Албанске православне цркве.

### Настанак аутокефалистичког покрета
Након ослобођења земље и стварања југословенске федералне јединице Македоније у јесен 1944. године, покренут је питање о обнови редовне црквене управе на том подручју. Архијерејски синод СПЦ је 18. октобра 1944. године донео одлуку о повратку свих прогнаних архијереја и свештеника у своје епархије и парохије, али убрзо се испоставило да нова комунистичка власт у многим случајевима није желела да допусти повратак на претходно стање, што се показало управо на примеру Македоније. Митрополит скопски Јосиф и епископ злетовско-струмички Викентије од нових државних власти нису добили дозволу да се врате у своје епархије, чиме је означен почетак непосредног државног мешања у решавање црквених питања на том подручју.
У исто време, на подручју Македоније појавила се тежња за стварањем засебне „Македонске православне цркве”. Међу поборницима таквих замисли постојале су две струје, од којих се прва залагала за добијање аутономног статуса унутар СПЦ, док се друга залагала за потпуну аутокефалност. Сва ова питања имала су и своју политичку позадину. Уз подршку нових комунистичких власти, крајем 1944. године створен је „Иницијативни одбор за организацију Православне цркве у Македонији” који се почетком 1945. године поводом решавања црквених питања у Македонији обратио Светом архијерејском синоду Српске православне цркве. Тим поводом, уследили су одговори скопског митрополита Јосифа Цвијовића и Светог архијерејског синода, са препорукама које су се сводиле на поштовање постојећег канонског поретка. Незадовољни одговорима, чланови „Иницијативног одбора” који су чинили чланови Главног штаба Народноослободилачке војске и партизанских одреда Југославије за Македонију, приступили су сазивању „Македонског црквено-народног сабора” који се састао 4. марта 1945. године у Скопљу уз учешће око 300 свештеника, представника црквених општина и разних гостију. На сабору је усвојена резолуција у којој је захтевана обнова Охридске архиепископије као самосталне црквене области, која би у случају стварања опште „југословенске” православне цркве постала њен саставни део, потпуно равноправан са осталим „деловима” што се односило на Српску православну цркву. Овакви ставови представљали су победу радикалне струје која се залагала за аутокефалност. Тим поводом, у Београду је већ 12. марта била одржана шира епископска конференција Српске православне цркве на којој су захтеви из поменуте резолуције означени као неканонски. Иако је скопски митрополит Јосиф непосредно након тога хтео да посети своју епархију, комунистичке власти му нису издале дозволу за одлазак у Скопље. Свети архијерејски синод СПЦ је разматрао сва ова питања 22. септембра и 21. децембра 1945. године, позвавши свештенство и православне вернике у Македонији да остану привржени очувању канонског поретка.
Пошто је било извесно да су радикални захтеви за аутокефалношћу неутемељени и неоствариви, скупина од тридесетак православних свештеника који су се залагали за аутономију састала се почетком 1946. године у Битољу, усвојивши том приликом закључке који су били помирљивији од оних из спорне резолуције. Међутим, митрополит Јосиф Цвијовић није на време препознао значај ове промене, оставши привржен ставу о задржавању канонског поретка. Пошто је у то време дошло до све израженијег размимоилажења између присталица аутокефалности и аутономије, морала је бити сазвана општа скупштина православног свештенства са подручја Македоније, која је одржана од 8. до 10. маја у Скопљу. Упркос поделама, постигнути су компромисни закључци тако да се на једној страни одустало од изричитог помена аутокефалности и уместо тога је захтевана „самоуправа”, док је на другој страни задржан захтев за стварање опште „југословенске” православне цркве. Тим поводом, Свети архијерејски синод СПЦ је 25. јуна 1946. године оценио да последњи догађаји нису битно допринели сређивању прилика у Македонији, одлучивши да задржи своје раније ставове. недуго потом, након повратка у земљу патријарха српског Гаврила V, састао се 10. новембра 1946. године Свети архијерејски сабор, који је у целини одобрио дотадашњи рад Светог архијерејског синода на решавању црквеног питања у Македонији.
Током 1947. године, СПЦ је била изложена све већим притисцима од стране државних власти које су захтевале од српске јерархије да учини уступке поводом решавања црквеног питања у Македонији (као и у Црној Гори). Међутим, Свети архијерејски сабор је на свом заседању од 30. априла (13. маја) 1947. године одлучио да не попушта пред притисцима, заузевши став о потреби очувања канонског поретка. У начелу, допуштана је могућност будућег избора епархијских архијереја из радова достојног кандидата са подручја Македоније, али без давања обласне црквене аутономије. Овакви одлучни ставови Српске православне цркве делимично су утицали на ублажавање дотадашњих захтева међу поборницима стварања „Македонске православне цркве”. Приликом састанка њихове делегације са патријархом Гаврилом који је одржан 9. (22.) септембра 1947. године у Београду, представници „МПЦ” су изнели захтеве који су се сводили на обласну црквену аутономију уз очување канонског јединства са СПЦ. Такође су тражили да се избор будућих владика врши из редова кандидата који су родом из Македоније и поновили су захтев за стварањем опште „југословенске” патријаршије. Придржавајући се саборских одлука, патријарх Гаврило је одбио захтеве за успостављање обласне црквене аутономије у Македонији и стварање некакве „југословенске” патријаршије.

### Аутономија као покушај канонског решења
До извесних промена дошло је тек након смрти патријарха Гаврила (1950). Нови патријарх српски Викентије (1950—1958), дотадашњи злетовско-струмички епископ, покушао је да пронађе обострано прихватљива решења за црквено питање у Македонији. Већ током 1951. године вођени су нови преговори у којима су поборници стварања „МПЦ” поновили захтеве за обласном црквеном аутономијом и домаћим епископима, затраживши да им се уместо митрополита Јосифа Цвијовића, који и даље није пуштан у своју епархију, за новог владику постави Доситеј Стојковић, тадашњи викарни епископ. Иако ово питање није могло бити решено одмах, Свети архијерејски сабор је 1955. године донео начелну одлуку да се изађе у сусрет свим захтевима који нису у супротности са канонима у Уставом СПЦ. Након тога је дошло до постепене нормализације, тако да је патријарх Викентије у пролеће 1958. године у својству администратора упражњених епархија посетио Македонију и сусрео се са представницима свештенства и државних власти, а након тога је био покренут и поступак за избор нових архијереја у тамошњим епархијама. Међутим, ово питање је остало нерешено услед изненадне патријархове смрти 5. јула исте године.
Непосредно након смрти патријарха Викентија дошло је до новог заплета. На проширеном састанку који је одржан 24. јула 1958. године у Скопљу, чланови „Иницијативног одбора” су донели одлуку о сазивању новог „Македонског црквено-народног сабора” који је одржан од 4. до 6. октобра исте године у Охриду, без сагласности Српске православне цркве. На овом сабору донете су далекосежне одлуке. Проглашена је обнова Охридске архиепископије као самоуправне црквене области са три епархије: Скопском, Преспанско-битољском и Злетовско-струмичком. Усвојен је закључак о задржавању канонског јединства са СПЦ под старешинством патријарха српског као заједничког поглавара. У исто време, припремљен је „Устав Македонске православне цркве”, а за поглавара новопроглашене Охридско-македонске архиепископије изабран је викарни епископ Доситеј Стојковић, који је присуствовао овом сабору без сагласности Светог архијерејског синода СПЦ. Након тога, уследили су жестоки политички притисци на новоизабраног патријарх српскога Германа од кога је захтевано да све ове одлуке накнадно озваничи. На заседању Светог архијерејског сабора СПЦ одржаном од 3. до 19. јуна 1959. године у Београду, донета је одлука о начелном прихватању обласне црквене аутономије у Македонији, уз услов да се „Устав МПЦ” исправи и усагласи са општим канонским одредбама и уставом СПЦ. Обављен је и канонски избор владике Доситеја за охридско-скопског архиепископа. Након ових изнуђених одлука, патријарх Герман је посетио Скопље и ту је обавио устоличење владике Доситеја. Спроведене су и друге одлуке које су давале наду у коначну нормализацију односа. Међутим, убрзо се показало да је борба за црквену аутономију била само међукорак ка првобитној тежњи ка потпуној самосталности.

## Отворени раскол
Током наредних година, аутономне црквене власти у Македонији прекорачивале су у више наврата границе својих аутономних права, крећући се све више у правцу раскола. Такав развој догађаја подстицан је од стране тадашњег комунистичког режима, који је у борби против Српске православне цркве користио сва средства. Након стицања „повољних” политичких околности, поборници стварања независне „Македонске православне цркве” су крајем 1966. године и званично покренули питање о добијању потпуне црквене самосталности. Међутим, Свети архијерејски сабор СПЦ је на свом заседању у пролеће 1967. године одбио такве захтеве, упркос жестоким притисцима који су вршени од стране режима. Наиме, Петар Стамболић је 25. априла 1967. године организовао посебан састанак на којем су учествовали Едвард Кардељ, Вељко Влаховић, Мијалко Тодоровић, Добривоје Радосављевић, Крсте Црвенковски, Никола Минчев, Драги Стаменковић и Милутин Морача. На овом састанку високих комунистичких функционера расправљало се о односима СПЦ и тзв. „Македонске православне цркве”, и тим поводом је констатовано да се "односи све више заоштравају због различитих ставова по основним питањима, а да су погоршани после одлуке Сабора Српске православне цркве 23. маја 1966. којом је ревидирао своју ранију одлуку из 1959. године. Државни функционери су били сагласни да „архијереји Српске православне цркве, и после притисака републичких и државних органа, не показују ни разумевање нити спремност за регулисање односа између две цркве”. Закључено је да још једном треба извршити притисак на Патријаршију како би прихватила политичку оправданост захтева за успостављање аутокефалности Македонске православне цркве. У супротном, руководство Српске православне цркве ће својим одбијањем изазвати бројне штетне последице.
Снажно подржавана од стране режима, „Македонска православна црква” је сазвала нови, трећи по реду „Македонски црквено-народни сабор” који је одржан 19. јула 1967. године у Охриду. Том приликом, донета је одлука о проглашењу аутокефалности „Македонске православне цркве” и затражено је признање не само од Српске православне цркве, већ и од осталих помесних цркава. Тих дана у Југославији је боравио Антонио Јерков, припадник Усташке младежи у време постојања Независне Државе Хрватске, један од оперативаца у стварању тзв. Хрватске православне цркве. Био је у Савезној комисији за верска питања и учествовао је у процесу проглашења аутокефалности „МПЦ”. Једностраном одлуком о проглашењу аутокефалности, супротно канонима, означен је почетак отвореног раскола. На ванредном заседању Светог архијерејског сабора СПЦ које је одржано 14. септембра исте године у Београду, одбачен је захтев за аутокефалношћу „МПЦ” и осуђено је изазивање раскола, а са главним виновницима је прекинуто црквено општење, уз најаву спровођења канонског поступка. Током наредне три године, највиша тела Српске православне цркве су у више наврата разматрала питање раскола, поступајући поступно и опрезно у нади да ће ипак бити пронађено некакво решење. Међутим, до споразума није дошло због упорног истрајавања „Македонске православне цркве” у расколу, који још увек траје.
Иако је након 1967. године кренула путем раскола, „Македонска православна црква” је настојала да не повреди друга догматска учења Православне цркве. По тачки 17. Образложења одлуке о аутокефалности, Македонска православна црква себе и даље сматра делом једне, свете, саборне и апостолске цркве, придржавајући се Светог Писма и Светог предања.

### Покушај превазилажења раскола
У Нишу је 2002. године постигнут договор са Српском православном црквом о корацима који би довели до залечења раскола, међутим Македонска православна црква је накнадно, под утицајем државних власти у Скопљу, одустала од спровођења Нишког споразума. Пошто је део свештенства МПЦ остао при споразуму и иступио из раскола, Српска православна црква је основала аутономну Православну охридску архиепископију на челу са архиепископом Јованом (Вранишковским), што су прихватиле и све остале православне цркве.
Упркос томе, МПЦ је зузела изразито непријатељски став према ПОА, а током наредних година јерархија и свештенство ПОА били су изложени разним притисцима од стране МПЦ, на шта се надовезало и вишегодишње страдање архиепископа Јована Вранишковског због прогона државних власти. У исто време, МПЦ је одбила да призна постојање ПОА не само као канонске цркве, већ и као верске заједнице, предузевши тим поводом низ корака у циљу спречавања регистрације ПОА код надлежних државних власти. Такав став МПЦ према ПОА показао се као једна од кључних препрека за превазилажење раскола. Упркос повременим иницијативама, које су долазиле са разних страна, МПЦ је током наредних година наставила са политиком непризнавања ПОА, сматрајући се једином православном црквом на подручју Северне Македоније.

### Уплив на остала канонска подручја СПЦ
Иако је Европска епархија МПЦ (1995) створена у циљу организовања црквеног живота православне дијаспоре из БЈРМ у земљама средње, западне и северне Европе, током времена је дошло до оснивања македонских црквених општина и парохија у земљама које су припадале матичном канонском подручју СПЦ. Под окриљем поменуте епархије, у Словенији су створене македонске црквене општине у Љубљани, Марибору, Крању и Коперу, док су у Хрватској основане црквене општине у Загребу, Сплиту, Ријеци и Пули. Ове општине су опслуживали македонски свештеници, који припадају Јужноевропском архијерејском намесништву Европске епархије МПЦ, чиме је извршен директан уплив на територију канонских епархија СПЦ у Словенији и Хрватској.
Ради учвршћивања и озваничења свог положаја, МПЦ је 2003. године склопила посебан споразум са државом Хрватском, а 2014. године је отпочела и изградња новог македонског православног храма у Загребу. Тек након црквеног измирења (2022) покренуто је и питање о статусу МПЦ на канонским подричјима СПЦ у Словенији и Хрватској, а тим поводом су 2023. године начињени и први кораци ка разрешењу тог комплексног питања.

## Крај раскола и повратак у аутономни статус
Почетком пролећа 2022. године дошло је до обнове преговора између СПЦ и МПЦ. Један од чланова Синода СПЦ, епископ зворничко-тузлански Фотије Сладојевић, изјавио је 6. маја 2022. године да је дијалог између СПЦ и МПЦ у току, поменувши тим поводом и могућност успостављања канонског јединства.
Недуго потом, Цариградска патријаршија је 9. маја 2022. године донела одлуку о успостављању литургијског заједништва са МПЦ, именујући је само као „Охридска архиепископија”, уз напомену да њен назив не може садржати „македонску” одредницу. У истој одлуци је наглашено да ће извесна „административна” питања о положају МПЦ бити решена од стране СПЦ.
Поменута одлука Цариградске патријаршије наишла је на различите реакције, а поједини аналитичари су је оценили као штетну и неканонску, насталу у тренутку када се у Цариграду сазнало за преговоре између СПЦ и МПЦ, услед чега се реаговало у журби, чиме се Цариградска патријаршија умешала у послове на канонском подручју Српске православне цркве.
На седници одржаној 10. маја 2022. године, Синод МПЦ је одлуку Цариградске патријаршије прихватио са захвалношћу, најавивши наставак преговора са СПЦ.
Свети архијерејски сабор СПЦ је 16. маја 2022. године на свом редовном заседању разматрао приспели акт Синода МПЦ, закључивши да је тим актом МПЦ прихватила „општепризнати канонски статус, додељен јој 1959. године од стране Светог Архијерејског Сабора Српске Православне Цркве”, уз напомену да је реч о статусу „најшире могуће аутономије, односно пуне унутрашње самосталности”. Сабор је такође закључио да су поменутим актом „уклоњени разлози за прекид богослужбеног и канонског општења”, чиме се успоставља „пуно литургијско и канонско општење” између СПЦ и МПЦ као аутономне помесне цркве, уз напомену да ће питање њеног коначног статуса бити решено у наставку дијалога.
Објављивање поменутих одлука изазвало је различите реакције, првенствено у Северној Македонији, пошто МПЦ није објавила поменути акт о повратку у претходни, односно канонски (аутономни) статус, а тим поводом је покренуто и питање о праву Синода МПЦ да такве одлуке доноси самостално, мимо Црквено-народног сабора МПЦ као највишег органа коме према Уставу МПЦ припада искључиво право да одлучује о статусним питањима. Потом је уследила и јавна изјава преспанско-пелагонијског владике Петра (МПЦ) да никаквог враћања МПЦ у аутономни статус неће бити.
Преко свих тих канонско-правних питања се прешло, након чега је 19. маја 2022. године у храму Светог Саве у Београду служена литургија помирења, коју су предводили патријарх српски Порфирије и архиепископ охридски и македонски Стефан уз саслужење свих архијереја, чиме је успостављено литургијско и канонско општење две цркве.

## Аутокефалност
У наставку заседања, Свети архијерејски сабор СПЦ је 20. маја 2022. године донео начелну одлуку (АС бр. 55 / зап. 65) којом се прихвата молба Синода МПЦ од 18. маја (САС бр. 65), којој је од СПЦ затражено признање аутокефалног статуса за МПЦ. Истом одлуком Сабора СПЦ издат је налог Синоду СПЦ да разреши сава преостала питања, уз напомену да ће након тога бити издат и одговарајући томос, са потписом српског патријарха. Иако ни једна од ових одлука није била поменута у саборском саопштењу, које је објављено 23. маја, за њих се сазнало током наредних дана, у периоду од 24. маја (беседа српског патријарха у Скопљу) и 5. јуна (уручивање томоса у Београду).
На светој литургији у Саборном храму Светог Климента Охридског у Скопљу 24. маја 2022. године, патријарх српски Порфирије је обнародовао да је Свети архијерејски сабор Српске православне цркве једногласно одлучио да призна аутокефалност Македонске православне цркве — Охридске Архиепископије.
Начин на који је ова одлука била обнародована изазвао је различите реакције, а тим поводом се развила и полемика о даљим корацима. Иако су поједини аналитичари указивали на могућност да ће преговори о преосталим питањима потрајати месецима, кључна решења су договорена већ током наредних дана, тако да је 5. јуна 2022. године Патријарх српски Порфирије у Београду уручио архиепископу Стефану Томос о аутокефалији Македонске православне цркве — Охридске архиепископије, којим се потврђује аутокефалност МПЦ, а истим актом су регулисана и нека друга питања.
Објављивање поменутог томоса је такође изазвало различите реакције, не само поводом питања о начину доношења тог акта већ и поводом питања о положају будућем Православне охридске архиепископије (ПОА), која у томосу није била поменута.
Акт о додели аутокефалности МПЦ су потом признале Бугарска православна црква (мада не под тим именом) и Руска православна црква. Цариградска патријаршија није потврдила аутокефалност, већ је на заједничкој молитви МПЦ добила документ о повратку у канонски статус. Грчке цркве не признају аутокефалност оспоравајући име цркве, те сматрају да само Васељенска патријаршија може дати аутокефалност, а не помјесна мајка црква.

## Интеграција ПОА са МПЦ
Након стицања канонског статуса и аутекефалности у пролеће 2022. године, нерешено је остало питање о будућем положају Православне охридске архиепископије (ПОА), аутономне цркве у саставу СПЦ. Од самог оснивња ПОА (2002—2005), МПЦ је одбијала да призна црквено-канонски статус ПОА, што је дошло до изражаја чак и након одлуке СПЦ о признавању канонског статуса и аутокефалности МПЦ. Током преговора, МПЦ је настојала да избегне решења која су подразумевала имплицитно признање постојања ПОА, предлажући да се питање о интеграцији реши на персоналном нивоу, иступањем јерархије и свештенства ПОА из састава СПЦ путем добијања личног отпуста, ради њиховог приступања МПЦ. Тим поводом, Синод МПЦ је на седници одржаној 25. априла 2023. године формулисао низ предлога који су се односили на будући статус архијереја који ће из јурисдкције СПЦ (ПОА) прећи под окриље МПЦ. Њима је предложено да по добијању отпуста из СПЦ пређу на нове дужности у потпуно новим епархијама МПЦ, које је тек требало основати, према поступку који је прописан Уставом МПЦ.
Недуго потом, на заседању Светог архијерејског сабора СПЦ, које је одржано од 14. до 20. маја 2023. године у Београду, донета је одлука о давању канонског отпуста свим архијерејима ПОА ради њиховог предстојећег интегрисања у јерархијски поредак МПЦ. Потом су се 5. јуна у Охриду састали поглавари СПЦ и МПЦ, поводом прве годишњице додељивања аутокефалности МПЦ. Том приликом је након заједничке литургије саопштено да су суштинска питања у основи решена, али званична објава је изостала, пошто је МПЦ саопштила да би кончне одлуке тек требало формализовати.
На тај начин, МПЦ је успела да одбрани своју двадесетогодишњу политику институционалног непризнавања ПОА, задржавши право да коначну одлуку о статусу архијереја који су добили отпуст из СПЦ донесе самостално. Даљи кораци ка решавању тог питања остварени су 20. јуна, када је Синод МПЦ одлучио да јерарсима ПОА буду „опредељене” нове, још увек непостојеће епархије у оквиру јерархијске структуре МПЦ. Тиме је покренут и поступак за оснивање тих епархија (крушевско-демирхисарска, дељадровско-илинденска, делчевско-каменичка), што према слову Устава МПЦ подразумева и одговарајућу одлуку Црквено-народног сабора МПЦ, који ће бити сазван у будућности. До окончања тог процеса, требало би да буду решена и преостала питања која се односе на процес интеграције ПОА са МПЦ.
Устоличење митрополита Јована за крушевско—демирхисарског митрополита је обављено 3. септембра, епископ делчевско—каменички Марко је устоличен 17. септембра, а дељадровско—илинденски Јоаким 4. новембра 2023. године, чиме је завршена интеграција епископа из ПОА у МПЦ—ОА, што је објављено 26. децембра 2023. године након седнице Светог архијерејског синода МПЦ—ОА.

## Организација МПЦ
Након 1967. године, Македонска православна црква је често мењала сопствени Устав, оснивајући, спајајући, раздвајајући и укидајући поједине епархије. Подручје Македонске православне цркве се не протеже само на подручју Северне Македоније, већ и у расејању где су основане посебне епархије.
Према садашњем стању, епархије МПЦ су:
1. Скопска епархија, предводи је архиепископ г. Стефан;
2. Тетовско-гостиварска епархија, предводи је митрополит г. Јосиф;
3. Кумановско-осоговска епархија, предводи је митрополит г. Јосиф;
4. Дебарско-кичевска епархија, предводи је митрополит г. Тимотеј;
5. Дељадровско-илинденска епархија, предводи је епископ г. Јоаким;
6. Преспанско-пелагонијска епархија, предводи је митрополит г. Петар;
7. Крушевско-демирхисарска епархија, предводи је митрополит г. Јован;
8. Струмичка епархија, предводи је митрополит г. Наум;
9. Повардарска епархија, предводи је митрополит г. Агатангел;
10. Брегалничка епархија, предводи је митрополит г. Иларион;
11. Делчевско-каменичка епархија, предводи је епископ г. Марко;

У дијаспори су следеће епархије:
1. Америчко-канадска епархија, предводи је митрополит г. Методиј;
2. Европска епархија, предводи је митрополит г. Пимен;
3. Аустралијско-новозеландска епархија, са седиштем у Мелбурну чији администратор је митрополит преспанско-пелагониски г. Петар.[54]
4. Аустралијско-сиднејска епархија, Епархија за Канберу, Аустралију и Тасманију, са седиштем у Сиднеју, чији администратор је митрополит Дебарско-кичевски г. Тимотеј.[55]

## Поглавари МПЦ
Од проглашења аутокефалности 1967. године, поглавари Македонске православне цркве су неколико пута мењали своје званичне наслове, задржавајући у основи титулу архиепископа охридског, односно скопског или македонског.
| Титула      | Име                 | Године службе |
| ----------- | ------------------- | ------------- |
| Архиепископ | Доситеј (Стојковић) | 1967—1981.    |
| Архиепископ | Ангелариј (Крстев)  | 1981—1986.    |
| Архиепископ | Гаврил (Милошев)    | 1986—1993.    |
| Архиепископ | Михаил (Гогов)      | 1993—1999.    |
| Архиепископ | Стефан (Вељановски) | од 1999.      |

## Календар МПЦ
Тренутно, МПЦ користи јулијанско рачунање времена, међутим већ дуже време разматра се прелазак на новојулијански календар. За сада, иако већ годинама траје жестока дебата око овог питања, МПЦ као приоритет види решавање питања око аутокефалности цркве. Многи одлагање овог питања виде као страх МПЦ од унутрашњег раскола и закомликовања односа са признатим православним црквама.

### Називи месеци
Иако је Северна Македонија прихватила међународне форме имена месеци који воде порекло из латинског језика, у македонском језику постоје и народни називи за све месеце који се у модерном говору сматрају архаизмима, али који се и даље користе у свим службеним радњама и издањима (верски календари) Македонске православне цркве и у неким руралним подручјима Македоније. Порекло македонских назива месеци повезано је са природним циклусима или земљорадничким пословима који се врше у одређено доба године. За неке месеце постоји и више различитих имена за различите крајеве у Македонији. Употреба латинских назива у народу заживела је крајем 19. века и то додавањем наставка -ја као на пример јануарија, февруарија, септемврија, декемврија и тд. Масовна употреба међу становништвом дошла је тек касније са масовним образовањем становништва по школама. Међутим, МПЦ—ОА никад није прихватила нове називе месеца, тако да и даље користи старе називе.
| Бр. | Српски назив | Македонски назив | Црквени (архаични) назив | Објашњење              |
| --- | ------------ | ---------------- | ------------------------ | ---------------------- |
| 1   | Јануар       | Јануари          | Коложег                  | месец када дрво гори   |
| 2   | Фебруар      | Февруари         | Сечко                    | месец великих леденица |
| 3   | Март         | Март             | Цутар                    | месец новог почетка    |
| 4   | Април        | Април            | Тревен                   | месец траве            |
| 5   | Мај          | Мај              | Косар                    | месец кошења           |
| 6   | Јун          | Јуни             | Житар                    | месец жита             |
| 7   | Јул          | Јули             | Златец                   | златни месец           |
| 8   | Август       | Август           | Жетвар                   | месец жетве            |
| 9   | Септембар    | Септември        | Гроздобер                | месец бербе грожђа     |
| 10  | Октобар      | Октомври         | Листопад                 | месец када лишће опада |
| 11  | Новембар     | Ноември          | Студен                   | хладни месец           |
| 12  | Децембар     | Декември         | Снежник                  | снежни месец           |